# Rytigynia congesta
Rytigynia congesta là một loài thực vật có hoa trong họ Thiến thảo. Loài này được (K.Krause) Robyns miêu tả khoa học đầu tiên năm 1928.